# Ditassa nigrescens
Ditassa nigrescens är en oleanderväxtart som först beskrevs av Eugène Pierre Nicolas Fournier, och fick sitt nu gällande namn av W.D.Stevens. Ditassa nigrescens ingår i släktet Ditassa och familjen oleanderväxter. Inga underarter finns listade i Catalogue of Life.